# Liste der Nummer-eins-Hits in Südafrika (2025)
Diese Liste der Nummer-eins-Hits basiert auf den offiziellen Charts der RISA, der südafrikanischen Landesgruppe der IFPI, im Jahr 2025. Die Charts basieren vollständig auf Streaming.

## Singles
| ← 2024 ← | Liste der Nummer-eins-Hits in Südafrika (Local & International Streaming) | Liste der Nummer-eins-Hits in Südafrika (Local & International Streaming)                                       | Liste der Nummer-eins-Hits in Südafrika (Local & International Streaming)                                                                       |                           |
| \| Zeitraum \| Wo. ges. \| Interpret \| Titel Autor(en) \| Zusätzliche Informationen \| \| (Zeitraum, Wochen auf Platz eins, Interpret, Titel, Autor[en], zusätzliche Informationen) \| \| \| \| \| \| ----------------------------------------------------------------------------------------- \| -------- \| --------------------------------------------------------------------------------------------------------------- \| ----------------------------------------------------------------------------------------------------------------------------------------------- \| ------------------------- \| \| 46. Woche 2024 – 2. Woche 2025 9 Wochen \| 9 \| Mr Pilato, Ego Slimflow & Tebogo G. Mashego feat. Sje Konka, Focalistic, DJ Maphorisa, Scotts Maphuma & CowBoii \| Biri marung Lethabo Modisane, Lethabo Sebetso, Mpho Innocent Junior Lebajoa, Sibusiso Mokone, Tebogo G. Mashego \| – \| \| 3.–7. Woche 5 Wochen \| 5 \| Oscar Mbo & Jazzworx feat. Thukuthela \| Vuka Oscar Mbongeni Ndlovu, Jazzworx \| – \| \| 8. Woche 1 Woche \| 1 \| Drake \| Gimme a Hug Aubrey Drake Graham, Simon Axel Hessman \| – \| \| 9. Woche 1 Woche \| 1 \| Kendrick Lamar feat. SZA \| Luther Marvin Pentz Gaye Jr., Atia Chade Boggs, Samuel Joseph Dew, Kendrick Lamar Duckworth, Solána Imani Rowe \| – \| \| 10. Woche 1 Woche \| 1 \| Yanga Chief \| What If? (Mngani) Yanga Ntshakaza \| – \| \| 11.–15. Woche 5 Wochen \| 5 \| Zee Nxumalo & TBO feat. PYY Log Drum King, DJ Tearz & Dr Thulz \| Ngisakuthanda Courtney Mashishi Piloso, Dj Tearz, Pyy Logdrum King, Sello Kamela Selepe, Teboho Liwani, Thulane Innocent Ngondo, Zandile Ndlovu \| – \| \| 16.–20. Woche 5 Wochen (insgesamt 7) \| 7 \| Ciza feat. Jazzworx & Thukuthela \| Isaka (6am) Nkululeko Nciza, Thukuthela \| – \| \| 21. Woche 1 Woche (insgesamt 2) \| 2 \| Jazzworx, Thukuthela & MaWhoo feat. GL Ceejay \| Uzizwa kanjan Nontobeko Thandeka Ngema, Kamohelo Monese, Kgotso Dube, Gobokweone Lekganyane \| – \| \| 22.–23. Woche 2 Wochen (insgesamt 7) \| 7 \| Ciza feat. Jazzworx & Thukuthela \| Isaka (6am) Nkululeko Nciza, Thukuthela \| – \| \| 24. Woche 1 Woche (insgesamt 2) \| 2 \| Jazzworx, Thukuthela & MaWhoo feat. GL Ceejay \| Uzizwa kanjan Nontobeko Thandeka Ngema, Jazzworx, Thukuthela, GL Ceejay \| – \| \| 25.–32. Woche 8 Wochen \| 8 \| MaWhoo, GL Ceejay & Thukuthela feat. Jazzworx \| Bengicela Nontobeko Thandeka Ngema, Kamohelo Monese, Kgotso Dube, Gobokweone Lekganyane \| – \| |                                                                           | | |                           |
| ← 2024 |                                                                           | | |                           |
| Zeitraum | Wo. ges.                                                                  | Interpret | Titel Autor(en) | Zusätzliche Informationen |
| (Zeitraum, Wochen auf Platz eins, Interpret, Titel, Autor[en], zusätzliche Informationen) |                                                                           | | |                           |
| 46. Woche 2024 – 2. Woche 2025 9 Wochen | 9                                                                         | Mr Pilato, Ego Slimflow & Tebogo G. Mashego feat. Sje Konka, Focalistic, DJ Maphorisa, Scotts Maphuma & CowBoii | Biri marung Lethabo Modisane, Lethabo Sebetso, Mpho Innocent Junior Lebajoa, Sibusiso Mokone, Tebogo G. Mashego                                 | –                         |
| 3.–7. Woche 5 Wochen | 5                                                                         | Oscar Mbo & Jazzworx feat. Thukuthela                                                                           | Vuka Oscar Mbongeni Ndlovu, Jazzworx | –                         |
| 8. Woche 1 Woche | 1                                                                         | Drake | Gimme a Hug Aubrey Drake Graham, Simon Axel Hessman                                                                                             | –                         |
| 9. Woche 1 Woche | 1                                                                         | Kendrick Lamar feat. SZA                                                                                        | Luther Marvin Pentz Gaye Jr., Atia Chade Boggs, Samuel Joseph Dew, Kendrick Lamar Duckworth, Solána Imani Rowe                                  | –                         |
| 10. Woche 1 Woche | 1                                                                         | Yanga Chief | What If? (Mngani) Yanga Ntshakaza | –                         |
| 11.–15. Woche 5 Wochen | 5                                                                         | Zee Nxumalo & TBO feat. PYY Log Drum King, DJ Tearz & Dr Thulz                                                  | Ngisakuthanda Courtney Mashishi Piloso, Dj Tearz, Pyy Logdrum King, Sello Kamela Selepe, Teboho Liwani, Thulane Innocent Ngondo, Zandile Ndlovu | –                         |
| 16.–20. Woche 5 Wochen (insgesamt 7) | 7                                                                         | Ciza feat. Jazzworx & Thukuthela                                                                                | Isaka (6am) Nkululeko Nciza, Thukuthela | –                         |
| 21. Woche 1 Woche (insgesamt 2) | 2                                                                         | Jazzworx, Thukuthela & MaWhoo feat. GL Ceejay                                                                   | Uzizwa kanjan Nontobeko Thandeka Ngema, Kamohelo Monese, Kgotso Dube, Gobokweone Lekganyane                                                     | –                         |
| 22.–23. Woche 2 Wochen (insgesamt 7) | 7                                                                         | Ciza feat. Jazzworx & Thukuthela                                                                                | Isaka (6am) Nkululeko Nciza, Thukuthela | –                         |
| 24. Woche 1 Woche (insgesamt 2) | 2                                                                         | Jazzworx, Thukuthela & MaWhoo feat. GL Ceejay                                                                   | Uzizwa kanjan Nontobeko Thandeka Ngema, Jazzworx, Thukuthela, GL Ceejay                                                                         | –                         |
| 25.–32. Woche 8 Wochen | 8                                                                         | MaWhoo, GL Ceejay & Thukuthela feat. Jazzworx                                                                   | Bengicela Nontobeko Thandeka Ngema, Kamohelo Monese, Kgotso Dube, Gobokweone Lekganyane                                                         | –                         |